# قرار مجلس الأمن التابع للأمم المتحدة رقم 649
قرار مجلس الأمن التابع للأمم المتحدة 649 ، المتخذ بالإجماع في 12 مارس 1990، وبعد أن أشار المجلس إلى تقرير للأمين العام عن اجتماع عقد مؤخرا بين زعيمي «الطائفتين» في قبرص ويشير إلى القرار 367 (1975)، أعرب المجلس عن أسفه لعدم التوصل إلى حل للحالة في السنوات الخمس والعشرين التي انقضت منذ إنشاء قوة الأمم المتحدة لحفظ السلام في قبرص.
وأكد المجلس بوجه خاص عقد اجتماعات بين زعيمي جمهورية قبرص والجمهورية التركية لشمال قبرص في عام 1977 وعام 1979، تعهدا فيها بإنشاء «جمهورية قبرص الاتحادية» المشتركة بين الطائفتين. وحث المجلس على مواصلة جهوده، جنبا إلى جنب مع الأمين العام، للتوصل إلى حل مقبول من الطرفين لإنشاء اتحاد، ودعا كلا الطرفين إلى استكمال اتفاق شامل تم الاتفاق عليه في عام 1989.
وطلب القرار 649 إلى الأمين العام أن يقدم اقتراحات إلى الزعيمين لحل هذه الحالة وأن يقدم تقريرا عن التقدم المحرز في المناقشات بحلول 31 مايو 1990.